# Hemmerångeln
Hemmerångeln är en sjö i Falu kommun i Dalarna och ingår i Gavleåns huvudavrinningsområde. Sjön har en area på 0,0967 kvadratkilometer och ligger 291 meter över havet.

## Delavrinningsområde
Hemmerångeln ingår i det delavrinningsområde (674092-152086) som SMHI kallar för Utloppet av Hemmerångeln. Medelhöjden är 297 meter över havet och ytan är 0,81 kvadratkilometer. Det finns inga avrinningsområden uppströms utan avrinningsområdet är högsta punkten. Vattendraget som avvattnar avrinningsområdet har biflödesordning 3, vilket innebär att vattnet flödar genom totalt 3 vattendrag innan det når havet efter 80 kilometer. Avrinningsområdet består mestadels av skog (88 procent). Avrinningsområdet har 0,1 kvadratkilometer vattenytor vilket ger det en sjöprocent på 12 procent.